# Korera (district)
Korera est l'un des districts de la sous-préfecture de Colia, situé dans la préfecture de Boffa en république de Guinée.